# Altice France
 (août 2024).
Altice France, initialement Numericable-SFR puis SFR Group, est un groupe franco-luxembourgeois de télécoms et de médias français. Ce groupe est notamment issu de la fusion entre SFR et Numericable réalisée en novembre 2014 puis au rachat du groupe NextRadioTV, en 2016. Le nouvel ensemble appelé SFR Group est créé en avril 2016. 
À partir de 2018, SFR Group adopte la dénomination Altice France. L'entreprise est détenue à 55 % par l'homme d'affaires Patrick Drahi, à travers Altice Group Lux Sàrl et sa holding personnelle Next Luxembourg. Altice France contrôle l'opérateur SFR, la chaîne RMC Sport et XPFibre.

## Historique
Pour l'historique des deux marques avant la fusion :

### Rachat de SFR par Numericable
Le 5 avril 2014, Vivendi annonce sa décision de vendre sa filiale SFR ; à la suite d'une compétition entre Bouygues et Numericable, c'est finalement Numericable (deux milliards de CA) qui l'emporte en faisant une offre à 13 milliards d'euros, financée par un des plus gros LBO (rachat par l'emprunt) vu en France. Son PDG, Patrick Drahi s'est notamment engagé auprès de l'État à ce qu'il n'y ait pas de licenciement dans les trois années à suivre. Le choix est aussi motivé sur les critères suivants : la qualité du projet industriel ; la pérennité de l’emploi ; les risques les moins élevés de concurrence interne ; la valorisation totale la plus élevée pour Vivendi. Les deux projets principaux de rachat se différencient sur plusieurs points : Numéricable présente son offre comme un projet de croissance et d'investissement. Fin octobre 2014, l'acquisition est validée par l'Autorité de la concurrence française, avec toutefois plusieurs conditions et obligations, comme la vente du réseau d'accès de Completel, l'ouverture du réseau câblé de Numéricable ou encore, la cession des activités mobiles d'Outremer Telecom dans l'océan Indien.
Fin novembre 2014, Numericable Group devient Numericable-SFR. En février 2015, Altice annonce son intention d'acquérir les 20 % des parts appartenant à Vivendi, dans l'ensemble Numericable-SFR, pour un montant de 3,9 milliards d'euros ; Les 20 % de parts sont sous forme d'actions cotées en bourse (marché flottant). Dans ces 20 %, 2 % sont détenus par Benjamin Jayet au travers de sa holding d'investissement BJ invest, soit 10 % des actions cotées en bourse.
Le 11 mai 2015, une grève au siège de Numericable-SFR, due à des projets de délocalisation, démontre la dégradation de l'ambiance interne de la société et entraîne notamment des difficultés d'accès à leur messagerie pour les abonnés. En septembre 2015, l'activité entreprises (Telindus France, Completel mais aussi la division en provenance de SFR (ex-Neuf Cegetel)) de Numericable-SFR prend le nom de SFR Business.
En novembre 2015, SFR et Numericable sont désignés comme étant les plus mauvais payeurs de France. En décembre 2015, Numericable-SFR rachète les 33 % de Numergy détenus par la Caisse des dépôts et les 20 % détenus par Atos.

### Stratégie convergence et acquisition d'entreprises
Fin février 2016, la marque et le logo Numericable disparaissent du site institutionnel au profit de SFR dont l'adresse Web devient « www.sfr.com ». Fin avril 2016, le groupe, présidé depuis lors par Michel Combes, annonce une nouvelle organisation avec trois pôles : les parties médias (SFR Média) et régie publicitaire SFR Publicité dirigés par Alain Weill et la branche télécoms SFR Télécom pilotée par Michel Paulin. 
À la suite de la disparition de la marque commerciale Numericable, le groupe annonce que Numericable-SFR devient « SFR Group ». Ce dernier rachète auprès d'Altice, son actionnaire principal, 49 % de NextRadioTV et les activités d'Altice Media Group France pour environ 600 millions d'euros. Le groupe tente ainsi une stratégie de convergence entre télécoms et médias, déclinée en quatre thèmes : la presse (SFR Presse), l'information (SFR News), le sport (SFR Sport) et le divertissement (SFR Play),. Le 25 mai 2016, le groupe SFR annonce avoir finalisé l'acquisition d'Altice Media Group France et le 12 mai 2016, la reprise par SFR de la participation d'Altice dans NextRadioTV est finalisée. Le 17 août 2016, SFR Group annonce un accord de distribution avec la chaîne sportive qatari beIN Sports. Il est désormais possible d'avoir accès à beIN Sports via les offres Fixe THD Power de SFR.
Le 5 septembre 2016, Altice annonce son intention d'acquérir les parts qu'elle ne détient pas dans SFR Group soit 22,25 % avec une offre publique d'échange volontaire de 8 nouvelles actions ordinaires Altice NV de catégorie A, pour 5 actions SFR Group apportées. En octobre 2016, l'Autorité des marchés financiers s'oppose à cette opération.
En décembre 2016, le groupe passe des accords de diffusion exclusifs avec les groupes Discovery et NBCUniversal. En janvier 2017, SFR annonce sa volonté d'acquérir 100 % du groupe News Participations et de NextRadioTV. Le 13 juin 2017, l'Autorité de la concurrence autorise la prise de contrôle exclusif du groupe NextRadioTV par SFR Group. Le 20 avril 2018, le CSA autoorise sous conditions, la prise de contrôle de NextRadioTV par SFR.
Le 8 mars 2017, SFR Group publie des résultats annuels pour l'année 2016 en baisse malgré une remontée des ventes et des abonnés au quatrième trimestre 2016.
Le 23 mai 2017, le groupe Altice, maison-mère de SFR Group, annonce la volonté de changement de nom de toutes les filiales télécoms du groupe en Altice. L'objectif pour Altice consiste à remplacer les marques historiques régionales du groupe comme Portugal Telecom, Optimum et Suddenlink par une unique marque internationale et d'en refacturer l'utilisation aux filiales nationales, dont SFR. Concernant le remplacement de la marque SFR par Altice, le changement effectif initialement prévu pour juin 2018 n'a finalement pas lieu.

### Les limites du modèle stratégique et financier
Le modèle financier développé pour l'acquisition de SFR avec achat à crédit financé par de la dette est renouvelé à chaque opération de croissance externe. En quelques années, Patrick Drahi accumule un montant de dettes colossal soit plus de 60 milliards d'euros, dont 24 milliards pour la partie française et dès 2015, un journaliste spécialisé de la revue Alternatives économiques pose le principe de la bulle financière pouvant affecter l'empire Drahi. L'échafaudage résultant de financements en LBO— qui prévoient que la dette contractée pour acheter une entreprise sera payée en ponctionnant cette même entreprise — fonctionne tant que les taux d'intérêts sont bas, que la rentabilité des entreprises rachetées est supérieure à la charge de la dette, que les résultats commerciaux sont conformes au plan d'affaires promu auprès des actionnaires ou investisseurs et que les milieux financiers font confiance à Patrick Drahi pour le refinancement de sa dette,.
Toutefois en 2022, un événement fait chuter l'échafaudage : la remontée des taux décidée par les banques centrales. Les taux moyens exploités pour le groupe Altice s'élèvent dès lors à 10 %. Dans le même temps face à la concurrence, la fuite des abonnés fait baisser la rentabilité des entreprises du groupe.
Le résultat accuse un effet de ciseaux selon lequel les intérêts de la dette vont dépasser les revenus, si la baisse des revenus se poursuit. Le groupe se retrouve avec des échéances de dette à rembourser considérables durant les années 2020 et subit un taux de refinancement de la dette prohibitif : l'agence de notation Moody's classe la dette d'Altice groupe « Caa2 » en mars 2024, soit dans la catégorie ultra-spéculatif.
Afin de sauver son groupe, Patrick Drahi est contraint de céder des actifs à hauteur de près de 10 milliards d'euros puis il tente de négocier en 2024 avec les créanciers, l'abandon d'une partie de leur dette, soit environ 20 %, afin de ramener le ratio volume de dettes sur excédent brut d'exploitation aux environs de 4 contre 6 en 2024, avant application de la nouvelle stratégie.

### Réorganisation à la suite des difficultés
Le 9 novembre 2017, Patrick Drahi met en place une nouvelle gouvernance avec à sa tête, Alain Weill comme PDG. Il a pour objectif de « déterminer la direction stratégique, opérationnelle, commerciale et technologique du groupe, et son exécution », à la suite des difficultés rencontrées par le groupe. Concernant le marché d'internet à haut débit, Patrick Drahi a acquis la quasi totalité des Câblo-opérateurs pour des coûts compétitifs entre 1990 et 2006 issus principalement du Plan Cable gouvernemental lancé et subventionné par le ministère des Télécommunications de l'époque, devenant ainsi le leader français du câble. En marge de l'opérateur historique France Télécom, fournisseur principalement de téléphonie filaire et d'accès xDSL, ne lui permet toutefois pas d'intervenir comme acteur majeur du plan THD ; Ainsi, il a espéré obtenir de l'ARCEP, plus des 20 % des zones AMII, alors que l'opérateur historique en a obtenu jusqu'à 80 %.
En janvier 2018, avec l'annonce de scission d'Altice, la nouvelle société rebaptisée Altice Europe se compose d'Altice France SFR Group, Altice International pour les actifs à l'étranger et Altice Pay TV. Cette dernière entreprise de télévision payante détient notamment les droits de diffusion acquis par SFR, ainsi que ses chaînes payantes. Elle est chargée de revendre l'accès à ses chaînes, aux différents opérateurs. SFR devient donc le principal client de Altice Pay TV et réalise artificiellement ainsi, une économie de 600 millions d’euros. Altice France verse 550 millions d'euros à Altice International pour l'acquisition des filiales dans les territoires d'outre-mer français et le transfert d'Altice Technical Services France ainsi que les services de support technique d'Intelcia.
Le 9 février 2018, SFR Group est renommé Altice France.
Le 20 avril 2018, le CSA autorise la prise de contrôle de NextRadioTV par Altice France, Altice France devient le 1er acteur de la convergence télécoms-médias en France,. Le 24 mai 2018, l'ensemble du groupe NextRadioTV annonce déménager à l'automne, pour rejoindre le groupe Altice-SFR dans un ensemble immobilier à Paris. Le 10 octobre 2018, Altice France annonce l'acquisition de la chaîne locale lyonnaise TLM. Elle adopte le nom de BFM Lyon et rejoint BFM Paris dans le bouquet de chaînes locales d'information du groupe. Le 30 novembre 2018, Altice Europe annonce qu'Altice France a conclu un accord exclusif pour vendre 49,99 % du capital de SFR FTTH, structure hébergeant les actifs du réseau fibre de SFR hors des grandes villes, à un groupe d'investisseurs composé d'Allianz Capital Partners, Axa Investment Managers Real Assets et Omers Infrastructure pour 1,8 milliard d'euros. Le groupe entend ainsi valoriser SFR FTTH à environ 3,6 milliards d'euros, tout en restant propriétaire à 100 % de son réseau câblé comprenant encore neuf millions de prises à cette période ainsi que de ses 2,5 millions de prises fibre, en zone très dense. Cet accord entre dans la stratégie de désendettement souhaité par Altice Europe et est censé lui permettre quelques économies, car SFR FTTH ne doit comprendre qu'un million de prises de fibre fin 2018 mais devra en construire autant chaque année, pour espérer atteindre cinq millions de prises fin 2022.
Courant 2019, Altice demande aux opérateurs de télévision de payer pour diffuser ses chaînes parmi lesquelles BFMTV, RMC Story ou RMC Découverte. Fin août Free refuse et ne retransmet plus les chaînes du groupe dans son offre ; Orange adopte la même décision quelques jours plus tard. À la suite de ces réactions, Alain Weill choisit de ne rien facturer à Orange et à Free pour pouvoir proposer BFMTV, RMC Découverte et RMC Story à leurs abonnés. En revanche, les services de replay et de start-over de ces trois chaînes deviennent payants,,.
En mai 2020, les organisations syndicales sont averties de la tenue d'un plan d'économies à venir dans la branche médias. Le plan consiste à encourager les départs volontaires du groupe NextRadioTV et, le cas échéant, de contraindre des départs si l'objectif de réduction de coûts n'est pas atteint par la direction et les équipes commerciales. Le pôle sports comprenant 154 salariés est particulièrement dans la ligne de, mire en raison du volume de ses dépenses et charges. 
La chaîne gratuite d'information sportive RMC Sport News doit cesser d'émettre, le 2 juin 2020. Des discussions sont en cours pour l'avenir des chaînes payantes détenant les droits de télédiffusion de la Ligue des champions de football, jusqu'au terme de la saison 2020-2021. Patrick Drahi espère renégocier ces droits sportifs avec d'autres diffuseurs concurrents, afin de récupérer une partie de ses fonds. Fin juillet 2020, Mediapro et Altice annoncent un accord pour la retransmission des matchs de Ligue des champions et de Ligue Europa de football. Altice revend les droits des deux compétitions européennes détenus jusqu'en juin 2021, tandis que RMC Sport programme toutefois les matchs, grâce à l'accord signé avec Mediapro. De plus, la chaîne Téléfoot est accessible sur le bouquet SFR. Grâce à ces accords, Altice réduit une partie des coûts liés à l'achat des droits de retransmission mais continue de programmer l'intégralité des compétitions de club les plus suivies comme la Ligue 1, la Ligue 2, la Ligue des champions, la Ligue Europa et les championnats étrangers les plus suivis, Angleterre, Espagne, Allemagne et Italie.
Au mois de septembre 2020, après plusieurs mois marqués par des grèves et des protestations à l'encontre d'un plan de départs volontaires, syndicats et direction du groupe NextRadioTV parviennent à un accord concernant un plan prévoyant la suppression de 245 postes au lieu des 330 à 380 initialement annoncés par la direction,. Ces départs doivent avoir lieu avant le 31 décembre 2021. En février 2021, Altice France annonce céder sa participation majoritaire dans Hivory, qui gère 10 500 pylônes de télécommunications, au groupe espagnol Cellnex, pour une valeur d'entreprise de 5,2 milliards d'euros,.
En mars 2021, SFR FTTH change de nom pour devenir XPFibre. La société avait préalablement intégré les actifs de COVAGE pour un montant d'un milliard d'euros ; des actifs non stratégiques sont cédés à ALTITUDE sous la contrainte de la commission européenne. En mai 2021, Altice France annonce le rachat d'Afone Participations, co-actionnaire avec le groupe E.Leclerc du MVNO Réglo Mobile. Cette opération permettra à SFR de voir son parc d'abonnés augmenter mécaniquement avec l'arrivée des 770 000 clients mobiles d'Afone et Réglo Mobile et de profiter du réseau de distribution des magasins E.Leclerc. 
En juin 2021, Altice France acquiert l'opérateur virtuel Prixtel, pour un montant non dévoilé. En septembre 2021, Altice France annonce l'acquisition de Coriolis Télécom pour 415 millions d'euros. En Mai 2022, Altice France annonce également l'achat de SYMA Mobile.
En août 2022, Altice France annonce le départ de Grégory Rabuel après 13 ans de présence au sein du groupe. Il est remplacé par Arthur Dreyfuss au poste de PDG.
L’opérateur télécom mandate la banque d’affaires Perella Weinberg pour céder 92 centres de données et ainsi préparer leur vente pour un montant estimé à enviroon un milliard d’euros. Le 21 novembre 2023, l'opérateur cède 70 % des parts d'une filiale regroupant ses 257 centres de données à Morgan Stanley Infrastructure Partners pour la somme de 530 millions d'euros.
En 2024, le nombre d'abonnés mobile passe sous la barre symbolique de 20 millions (19,4 millions d'abonnés au 31 décembre 2024). Sur cette année, le chiffre d'affaires atteint 10,1 milliards d'euros, en baisse de 5,4%, tandis que le résultat brut d'exploitation (Ebitda) chute de 9,4 % pour s'établir à 3,4 milliards d'euros.
En février 2025, Patrick Drahi parvient à négocier un allègement de la dette d'Altice France de 24 milliards à 15,5 milliards d'euros contre la cession d'une participation de 45 % aux créanciers; avec cette opération de restructuration de la dette, leur capital n'est pas remboursé aux créanciers mais il est converti en titres Altice dont la valorisation future est incertaine.
Le 4 août 2025, pour éviter la cessation de paiements et le risque de liquidation judiciaire, le Tribunal de commerce de Paris accepte d'examiner la procédure de sauvegarde accélérée du groupe Altice, censée permettre d'entériner la restructuration de la dette d’Altice, estimée à plus de 24 milliards d’euros.

## Activités

### Télécoms
Altice France holding à travers SFR est le 2e opérateur de télécommunications en France au service de 25 millions de clients. Il propose des services de téléphonie, d'Internet à très haut débit, triple et quadruple play, ainsi que des services de sécurité. SFR propose des :
- prestations de télécommunications au grand public : sous les marques SFR et RED by SFR.
- prestations de télécommunications aux entreprises : sous la marque SFR Business pour 150 000 entreprises clientes
- prestations de télécommunications aux opérateurs.

Altice France propose, en 2016, dans ses offres Fixe et Mobile, les services , SFR News, SFR Sport, SFR Presse et SFR Play.

### RMC Sport

Logo de SFR SPORT

Altice France a lancé une partie de ses cinq nouvelles chaînes de sport le mardi 7 juin 2016. Ce lancement a concerné les chaînes SFR Sport 2 (ex-MCS), SFR Sport 3, la chaîne du sport extrême et SFR Sport 5, la chaîne des sports de combat. Les lancements de SFR Sport 1, la chaîne prévue pour diffuser la Premier League dont les droits ont été achetés par Altice, et de SFR Sport 4K, la chaîne de sport diffusée en 4K, se feront ultérieurement.
SFR Sport est renommé RMC Sport le 3 juillet 2018. Le 2 juillet 2024, toutes les chaînes sont supprimées à l'exception de RMC Sport 1.

### SFR Play

Logo de SFR PLAY

Lancé en mai 2016, SFR Play propose des chaînes de cinéma, découverte, séries et jeunesse ainsi que des applis (Napster, L'Équipe, SFR Jeux, iCoyote). Les clients SFR bénéficient également du catalogue de Zive, le service de SVOD disponible en illimité avec des milliers de films, épisodes de séries et de documentaires.
Le 12 juillet 2016, SFR annonce l'arrivée de cinq nouvelles chaînes (National Geographic Channel, Nat Geo Wild, Voyage, Canal J et TiJi) incluses dans l'univers SFR Play pour les abonnés ADSL/FTTH.

### Anciennes activités
Altice Média
Altice France est également un acteur des médias et de la publicité via sa filiale Altice Média.
Arthur Dreyfuss en est le président-directeur général (PDG) depuis juillet 2021.
Au 7 juillet 2016, SFR Group, devenu Altice France, annonce une nouvelle organisation de SFR Média, désormais Altice Média.
- Altice Média, regroupe les activités audiovisuelles du groupe à travers ses marques BFM TV et RMC ;
- RMC Sport regroupe l'ensemble des activités consacrées aux sports : RMC Sport 1, RMC Sport 2, RMC Sport 3, RMC Sport 4, RMC Sport 1 UHD ;
- SFR Presse regroupe l’ensemble des activités presse du groupe : NewsCo Group.

L'accord exclusif passé en décembre 2016 avec Discovery et NBCUniversal permet au groupe de se renforcer dans le divertissement en se dotant de deux bouquets thématiques. Le premier porte sur le thème de la découverte avec RMC Découverte et les chaînes de Discovery Communications (Discovery Channel, Discovery Science, Discovery Investigation et Discovery Family). Le second traite du thème du cinéma et des séries avec les chaînes de NBCUniversal (Syfy, 13e rue, E!). Altice Studio, lancée le 22 août 2017, diffuse notamment le catalogue de NBCUniversal qui possède de nombreuses licences à succès. Elle a vocation à diffuser des séries produites par la filiale israélienne du groupe Hot, ainsi que des productions françaises et européennes.
Altice France propose de nombreuses chaînes :
- L'information : BFM TV, BFM Business, BFM Paris, BFM Lyon, BFM Grand Lille, BFM Grand Littoral, i24news et 01tv auxquelles s’ajoute RMC en radio ;
- Le sport : RMC Sport 1, RMC Sport 2, RMC Sport 3, RMC Sport 4, RMC Sport 1 UHD ;
- La découverte et les documentaires : RMC Découverte, RMC Story ;
- Le cinéma et les séries : SFR Play, Altice Studio.

En mai 2017, Altice Média officialise le rachat par Marc Laufer de 75 % du groupe NewsCo, qu'il a fondé en 2011, ainsi que du groupe L'Étudiant, au travers de la holding Coalition Media Group ; SFR gardant 25 % du groupe de médias.
Le 26 juillet 2017, Altice Média rachète la totalité de la chaîne de télévision Numéro 23, renommée RMC Story en 2018.
En mars 2024, Altice France vend Altice Média à la CMA-CGM contre 1,5 milliard d'euros. Altice France garde uniquement RMC Sport qui présente l’avantage de servir « d’appât commercial » pour gagner des abonnés à la téléphonie mobile et au fixe
SFR News

Logo de SFR NEWS

SFR News est un bouquet de chaînes d’information en continu regroupant BFMTV, BFM Business, i24news (en 3 langues) en HD et BFM Paris.
SFR Presse

Logo de SFR Presse

Altice France propose une application SFR Presse, lancée en mai 2016, qui propose une offre de magazines et de quotidiens numérique en accès illimité. Elle est intégrée dans la grande majorité des offres Fixe et Mobile des abonnés SFR, et est disponible sur les supports mobiles (Android et iOS), et PC/Mac. Le service propose les titres du groupe et de partenaires. Au 1er février 2016, le service comptait 65 titres et revendiquait 10 millions de téléchargements. En avril 2020, le service est cédé à la société Cafeyn.
En 2023, Altice vend ses parts restantes dans le groupe L'Express.

## Activités de lobbying
Altice France déclare à la Haute Autorité pour la transparence de la vie publique exercer des activités de lobbying en France pour un montant compris entre 300 000 € et 400 000 € pour les années 2019, 2020 et 2021.

## Éléments financiers
|                                                        | 2010  | 2011  | 2012  | 2013  | 2014     | 2015  | 2016  | 2017     | 2018     | 2019     | 2020     | 2021     |
| ------------------------------------------------------ | ----- | ----- | ----- | ----- | -------- | ----- | ----- | -------- | -------- | -------- | -------- | -------- |
| Chiffre d'affaires (hors médias, en milliards d'euros) | 12,58 | 12,18 | 11,29 | 10,2  | 11,44    | 11,04 | 10,69 | 10,4     | 9,72     | 10,35    | 10,6     | 10,74    |
| Endettement (total dette non-courante)                 |       |       |       |       |          |       |       |          |          |          | 27,2     | 30,9     |
| Résultat net                                           |       |       |       |       |          |       |       |          |          |          | <-0.224> | <-0.415> |
| Impôt                                                  |       | 0,535 | 0,516 | 0,315 | <-0,317> | 0,215 | 0,057 | <-0,392> | <-0,099> | <-0,168> | 0,023    | <-0,383> |
| Salariés                                               |       |       |       |       |          |       |       |          |          |          | 36 894   | 39 240   |

Sources chiffres 2020 et 2021 : états financiers consolidés 2021.
Le chiffre d'affaires du groupe a décliné en 2012 en raison de l'entrée du concurrent Free sur le marché, puis en 2015 après le rachat par Patrick Drahi, qui a appliqué une politique d'augmentation des prix et de baisse de qualité de service ayant accéléré la perte de clientèle. La tendance a commencé à s'inverser en 2018. Le CA 2021 est en hausse grâce à l'acquisition de deux petits opérateurs, Prixtel et Afone, représentant 1,2 million d'abonnés.
Le groupe est connu pour son très fort endettement qui ne baisse pas avec le temps, résultant de la politique de Patrick Drahi d'acquisitions par LBO. Altice France a une charge d'impôt quelquefois faible, quelquefois bénéficiaire, en raison de déficits fiscaux accumulés, et de plus en plus fortes charges d'intérêt pesant sur ses résultats.
Les fonds propres sont devenus fortement négatifs du fait d'une distribution de dividendes de 2,37 milliards d'euros en 2017 et 4,6 milliards en 2021.
Les effectifs ont principalement été marqués par un plan de départs volontaires en 2017 de 5 000 postes, puis par un plan de licenciement de 1 400 personnes en 2021.
Fin 2022, face à sa « montagne de dettes » et la hausse des taux, la direction d'Altice réfléchit à plusieurs options pour alléger le poids de ses 31 milliards d’euros d’endettement. Bien que plus de 90 % de la dette de SFR est à taux fixe, la part des taux fixes tombe entre 80 % et 85 % en 2023 avec pour résultat, que les charges financières annuelles augmenteront de 80 millions d’euros en la même année. Mi 2023, la maison mère ALTICE, groupe mondial, cumule presque 60 milliards d'euros de dettes, une partie ayant été émise en obligations jugées « hautement spéculatives ».

## Amendes et condamnations
Le 29 septembre 2022 l'Autorité de la concurrence a condamné le groupe Altice à une amende de 75 millions d'euros pour non-respect de certaines obligations de déploiement de la fibre dans les zones très denses.

## Actionnariat
Le groupe est entièrement détenu par Altice France Holding SA basée au Luxembourg (moins une part détenue par Altice Luxembourg SA), elle-même filiale indirecte de Next Alt SARL, contrôlée par Patrick Drahi.

## Organisation

### Dirigeants et effectifs
Président-directeur général d'Altice France
- de novembre 2014 à avril 2016 : Éric Denoyer
- de avril 2016 à novembre 2017 : Michel Combes
- de novembre 2017 à juin 2021 : Alain Weill
- de juillet 2021 à août 2022 : Grégory Rabuel
- depuis août 2022 : Arthur Dreyfuss

Président-directeur général d'Altice Média
- de novembre 2000 à juin 2021 : Alain Weill
- de juillet 2021 à juillet 2024 : Arthur Dreyfuss

### Siège
Le siège social du groupe SFR était jusqu'en décembre 2013 situé dans la Tour SFR, à la Défense, puis, en 2014 sur le « Campus SFR », 12 rue Jean-Philippe-Rameau à Saint-Denis, en Seine-Saint-Denis. 3 500 salariés supplémentaires y arrivent à l'automne 2015.
Depuis 2018, Altice France, une filiale du groupe, a établi son siège social à l'« Altice Campus » situé dans le XVe arrondissement de Paris. La volonté du groupe est de rassembler ses activités média, télécoms et contenu. À partir du mois d'octobre 2018, les rédactions de BFM TV, RMC Sport, Libération, L'Express et les employés de SFR sont réunis dans ce seul et même bâtiment, situé face au ministère des Armées. Plus de 7 000 personnes, parmi lesquelles 1 000 journalistes, travailleront ensemble dans ce lieu qui regroupe notamment sept studios modernes. Le nouveau siège est inauguré officiellement le 9 octobre 2018 et Altice France annonce par ailleurs à cette occasion l'allumage de la 5G au sein de son bâtiment, une première.